# Wedge Antilles
Wedge Antilles legendás vadászpilóta volt előbb a Lázadás, majd az Új Köztársaság első évei alatt. Y. e. 21-ben született Korélián Jagged és Zena Antilles fiaként, de szülei még Wedge tinédzserkorában meghaltak a töltőállomásukat ért támadás miatt. Csatlakozott a Lázadók Szövetségéhez, és Luke Skywalker oldalán harcolt a yavini csatában, ahol a Lázadók elpusztították az első Halálcsillagot (a regényváltozat szerint a Kék Század kettes számú gépét vezette). Később Luke-kal létrehoztak egy elit vadászosztagot, a Zsivány osztagot. Wedge ezután részt vett a második Halálcsillag elpusztításában.
Antilles a megalapított Új Köztársaságban bátran harcolt a darabokra szakadt Birodalom olyan vezérei ellen, mint például Ysanne Isard és Zsinj. Közben észrevéve egy nagy hiányt a Köztársaság hadseregében, létrehozta a Lidérc osztagot. De nem sokkal az osztag megalapulása után átadta a parancsnokságot Garik Lorannak, és visszatért a Zsivány osztaghoz. Azonban nem sokáig maradhatott régi osztaga közvetlen parancsnoka, mert bár mindent megtett az előléptetés elkerülése érdekében, Ackbar admirális rövidesen tábornoki rangra emelte.
Idővel Antilles összeházasodott Iella Wessirivel, és két lányuk született: Syal és Myri. Mikor Y. u. 19-ben véget ért a Galaktikus Polgárháború, Wedge nyugállományba vonult.
Mindazonáltal nem élvezhette sokáig a békés nyugdíjat, mert mikor a Yuuzhan Vong feltűnése azzal fenyegetett, hogy megsemmisítik az Új Köztársaságot és meghódítják a galaxist, visszatért az aktív szolgálatba. Harcolva a háborúban, Antilles győzelemre segítette az Új Köztársaságot. Azonban a diadalért nagy árat fizetett a galaxis: az Új Köztársaság Galaktikus Szövetségként újult meg.
Mikor Y. u. 40-ben kitört a második Galaktikus Polgárháború, Antilles kezdetben a hazája, Korélia oldalán harcolt, később viszont csatlakozott Luke Skywalker Jedi rendjéhez.

## Életrajz

### Gyerekkor
Wedge gyerekkora megoszlott egy Koréliai iskola, és a Gus Treta állomás között, ahol húgával, Syallal együtt segített szüleinek , Jaggednek és Zenának az üzemanyagtöltő állomás működtetésében. Syal megszökött otthonról, amikor Wedge 7 éves volt, családja évekig nem is hallott felőle. Wedge évente 6 hónapot töltött a koréliai mezőgazdasági iskolában, az év fennmaradó részében pedig az állomáson tanulta a különféle űrhajók javítását és vezetését. Felnőtt korára építész szeretett volna lenni.
Wedge 16 éves korában a kalóz Loka Hask úgy menekült el az állomásról, hogy hajója, a Buzzzer még csatlakoztatva volt az üzemanyagtöltő rendszerre. Az így keletkező tűzgolyó mindenkit megölt volna, ha az Antilles szülők nem áldozzák életüket az állomásért. Wedge egy Z-95-ös fejvadásszal eredt a kalózok nyomába, amit Booster Terriktől, a koréliai csempésztől kapott kölcsön. Egészen a Jumus rendszerig követte a banditák nyomát, ahol megsemmisítette a Buzzzert, noha Hask megszökött.
A Gus Talon állomáson dolgozott Y. e. 2-ben, ahol beleszeretett egy Mala nevű lányba. Wedge távollétében a birodalmiak le akarták tartóztatni Mala apját, Rallót, amiért együttműködött a lázadókkal, azonban Rallo és társai felvették a harcot velük. Ezt a cselekedetet lázadásként értékelték a birodalmi csapatok és megtizedelték Gus Talon lakosságát, a túlélőket pedig magukkal vitték.